# Kurzstreckenflugzeug
Als Kurzstreckenflugzeug wird heutzutage ein Verkehrsflugzeug bezeichnet, das bei Flugstrecken ohne Zwischenlandung bis etwa 2000 km am wirtschaftlichsten einzusetzen ist. Die Abgrenzung moderner Kurzstreckenflugzeuge zu Mittelstreckenflugzeugen ist fließend infolge der vielen unterschiedlichen Varianten hinsichtlich Größe, Reichweite, Antriebsart oder Passagierzahl eines Typs. Außerdem spielt die Beladung eine wesentliche Rolle. Typen wie Bombardiers CRJ-Familie, Embraers E-Jets und Suchois Superjet sind auch als Mittelstreckenflugzeuge verwendbar.
Zur Definition von Regionalverkehrsflugzeug siehe auch hier. 
Heutzutage sind Kurzstreckenmaschinen häufig Turbopropmaschinen, verfügen über Kurzstartfähigkeit (STOL), um auch von kurzen Pisten operieren zu können, und bieten an Bord nur eingeschränkte Unterhaltungsmöglichkeiten. Wenn sie für weniger als 20 Passagiere und 8.618 kg maximales Startgewicht (MTOW) vorgesehen sind, werden sie auch als Zubringerflugzeug oder Commuterflugzeug bezeichnet. Einige Hersteller bieten auch robustere Kurzstreckenversionen an, die speziell darauf ausgelegt sind, der Extrabelastung durch häufigere Start- und Landezyklen zu widerstehen.

## Klassifizierung typischer Kurzstreckenflugzeuge nach Einsatzgebiet, Abmessung und Produktion
| Flugzeugtyp                                              | Einsatz                       | Trieb- werke (PTL / Jet) | Produk- tions- zeit  | Länge (von–bis) | Spann- weite (von–bis) | Reichweite (ca.) | Passa- giere (ca.) | Stückzahl produziert (Mitte 2008) | Stückzahl einsatzfähig (Mitte 2008) | Land                                 | Bild                |
| -------------------------------------------------------- | ----------------------------- | ------------------------ | -------------------- | --------------- | ---------------------- | ---------------- | ------------------ | --------------------------------- | ----------------------------------- | ------------------------------------ | ------------------- |
| Antonow An-32                                            | aktuell                       | 2 PTL                    | 1976–                | 24 m            | 29 m                   | 1.000–3.000 km   | 50                 | 361                               | 268                                 | Ukraine (frühere Sowjetunion)        | An-32               |
| Antonow An-38                                            | aktuell                       | 2 PTL                    | 1984–                | 16 m            | 22 m                   | 2.000 km         | 27                 | 8                                 | 6                                   | Ukraine (frühere Sowjetunion)        | An-38               |
| Antonow An-74                                            | aktuell                       | 2 Jets                   | 1977–                | 28 m            | 32 m                   | 1.500–4.300 km   | 65                 | 180+                              |                                     | Ukraine (frühere Sowjetunion)        | An-74               |
| Antonow An-140                                           | aktuell                       | 2 PTL                    | 1999–                | 23 m            | 25 m                   | 1.300–3.000 km   | 50                 | 15+                               |                                     | Ukraine                              | An-140              |
| Antonow An-148                                           | aktuell                       | 2 Jets                   | 2004–                | 29 m            | 29 m                   | 2.200–3.600 km   | 75                 | 2                                 | 0                                   | Ukraine                              | An-148              |
| Avions de Transport Régional ATR 42                      | aktuell                       | 2 PTL                    | 1984–                | 23 m            | 25 m                   | 1.600 km         | 50                 | 403+                              | 403                                 | Italien/ Frankreich                  | ATR 42              |
| Avions de Transport Régional ATR 72                      | aktuell                       | 2 PTL                    | 1988–                | 27 m            | 27 m                   | 1.300 km         | 68                 | 539+                              | 539                                 | Italien/ Frankreich                  | ATR-72              |
| BAE Avro RJ85/100, 146, 146QT                            | aktuell                       | 4 Jets                   | 1981–2003            | 26–30 m         | 26 m                   | 1.800 km         | 85                 | 390                               | 354                                 | Vereinigtes Königreich               | BAE 146             |
| BAE Jetstream 31/41 (früher:Handley Page)                | aktuell                       | 2 PTL                    | 1991–                | 14–19 m         | 16 m                   | 1.200+ km        | 19–29              | 547                               | 406                                 | Vereinigtes Königreich               | Jetstream 31        |
| BAE ATP                                                  | aktuell                       | 2 PTL                    | 1988–1996            | 26 m            | 31 m                   | 1.800 km         | 70                 | 62                                | 56                                  | Vereinigtes Königreich               | ATP                 |
| Beechcraft 1900                                          | aktuell                       | 2 PTL                    | 1982–2002            | 17 m            | 18 m                   | 400–2.500 km     | 19                 | 938                               | 643                                 | Vereinigte Staaten                   | B1900               |
| Berijew Be-200                                           | aktuell                       | 2 Jets                   | 1997–                | 32 m            | 32 m                   | 1.700–3.800 km   | 44–72              | 9                                 | 7                                   | Russland                             | Be-200              |
| Boeing 717 (= MD-95)                                     | aktuell                       | 2 Jets                   | 1998–2006            | 37 m            | 28 m                   | 2.200 km         | 110–145            | 156                               | 155                                 | Vereinigte Staaten                   | B-717               |
| Bombardier Canadair Regional Jet CRJ100/200/440/800      | aktuell                       | 2 Jets                   | 1991–2020            | 27 m            | 21 m                   | 1.800–3.100 km   | 50                 | 1.021+                            | 995                                 | Kanada                               | CRJ200              |
| Bombardier Canadair Regional Jet CRJ700/900/1000         | aktuell                       | 2 Jets                   | 2001–2020            | 32–39 m         | 23–26 m                | 3.000 km         | 70                 | 550+                              | 441                                 | Kanada                               | CRJ705              |
| De Havilland DHC-8                                       | aktuell                       | 2 PTL                    | 1980er– (ausgesetzt) | 22–33 m         | 26–28 m                | 1.600–2.500 km   | 50–80              | 809+                              | 809+                                | Kanada                               | Dash 8              |
| Britten-Norman Islander                                  | aktuell                       | 2 Kolben- motoren        | seit 1965            | 11 m            | 15 m                   | 1400 km          | 8-9                | 1280                              |                                     | Vereinigtes Königreich               | Islander LFH        |
| Britten-Norman Trislander                                | aktuell                       | 3 Kolben- motoren        | 1970–1982            | 15 m            | 16 m                   | 1.600 km         | 17                 | 74                                |                                     | Vereinigtes Königreich               | Trislander Aurigny  |
| Cessna 208 "Caravan"                                     | aktuell                       | 1 PTL                    | 1982–                | 12–13 m         | 16 m                   | 1.700 km         | 9–14               | 1.500+                            |                                     | Vereinigte Staaten                   | 208                 |
| de Havilland Canada DHC-6 Twin-Otter                     | aktuell                       | 2 PTL                    | 1965–1988, 2008–     | 16 m            | 20 m                   | 1.800 km         | 20                 | 842                               | 565                                 | Kanada                               | DHC-6               |
| de Havilland Canada DHC-7                                | aktuell                       | 4 PTL                    | 1965–1988, 2008–     | 25 m            | 28 m                   | 1.500–2.200 km   | 50                 | 113                               | 80                                  | Kanada                               | DHC-7               |
| Dornier-Werke (RUAG) / HAL Dornier 228                   | aktuell                       | 2 PTL                    | 1981–1998, 2009–     | 15–17 m         | 17 m                   | 600–1.300 km     | 15                 | 270+                              | 270+                                | Deutschland/ Schweiz/ Indien         | Dornier 228         |
| Dornier-Werke (RUAG) Dornier 328                         | aktuell                       | 2 PTL                    | 1992–2005, 2008–     | 21 m            | 21 m                   | 1.800 km         | 30                 | 107                               | 104                                 | Deutschland/ Schweiz/ Indien         | Do-328              |
| Embraer-ERJ-145-Familie (ERJ-135/140/145 Herbin ERJ-145) | aktuell                       | 2 Jets                   | 1995–2017            | 26–29 m         | 20–21 m                | 2.200 km         | 50                 | 1.000+                            | 1.000+                              | Brasilien                            |                     |
| Embraer E-Jets 170, 175, 190, 195                        | aktuell                       | 2 Jets                   | 2004–                | 29–38 m         | 26–28 m                | 3.700 km         | 78                 | 446                               | 446                                 | Brasilien                            |                     |
| Fokker F-27 Friendship                                   | aktuell                       | 2 PTL                    | 1958–1986            | 23–25 m         | 29 m                   | 1.500 km         | 44–52              | 586                               | 230+ (ca.)                          | Niederlande                          | F-27                |
| Fokker 50                                                | aktuell                       | 2 PTL                    | 1987–1997            | 25–29 m         | 29 m                   | 1.400 km         | 50–60              | 213                               | 160+ (ca.)                          | Niederlande                          | F50                 |
| Fokker 70                                                | aktuell                       | 2 Jets                   | 1993–1997            | 31 m            | 28 m                   | 2.000 km         | 80                 | 48                                | 40+ (ca.)                           | Niederlande                          | F70                 |
| Fokker 100                                               | aktuell                       | 2 Jets                   | 1986–1997            | 35 m            | 28 m                   | 2.400 km         | 100                | 277                               | 225 (ca.)                           | Niederlande                          | F100                |
| Let L-410                                                | aktuell                       | 2 PTL (Walter M601)      | 1972–                | 14 m            | 17 m                   | 1.100 km         | 17                 | 1100+                             |                                     | Tschechien (früher Tschechoslowakei) | Let L-410           |
| Hindustan Aeronautics NAL Saras                          | Projekt (Erprobung seit 2004) | 2 PTL                    | 2004–                | 15 m            | 15 m                   | 1.000–2.800 km   | 14                 | 2+                                |                                     | Indien                               | Saras               |
| Pilatus PC-12                                            | aktuell                       | 1 PTL                    | 1993–                | 14 m            | 16 m                   | 2.800–4.100 km   | 6–9                | 780+                              |                                     | Schweiz                              | PC-12               |
| Saab 340                                                 | aktuell                       | 2 PTL                    | 1984–2005            | 20 m            | 21 m                   | 1.400 km         | 35                 | 459                               |                                     | Schweden                             | Saab 340B           |
| Saab 2000                                                | aktuell                       | 2 PTL                    | 1994–1999            | 27 m            | 25 m                   | 1.800 km         | 50                 | 64                                |                                     | Schweden                             | 2000                |
| Shorts 330                                               | aktuell                       | 2 PTL                    | 1974–1992            | 18 m            | 23 m                   | 1.600 km         | 30                 | 136                               | 62                                  | Vereinigtes Königreich               | 330                 |
| Shorts 360                                               | aktuell                       | 2 PTL                    | 1982–1991            | 22 m            | 23 m                   | 800 km           | 35+                | 164                               | 125                                 | Vereinigtes Königreich               | 360                 |
| Suchoi Superjet 100                                      | aktuell                       | 2 Jets                   | 2010                 | 30 m            | 28 m                   | 3000–4600 km     | 98-108             | 92                                | 92                                  | Russland                             | Suchoi Superjet 100 |
| Xi’an MA60 "Xinzhou 60" (= "Modern Ark")                 | aktuell                       | 2 PTL                    | 1982–1991            | 24 m            | 29 m                   | 1.400 km         | 60                 | 12+                               | 12+                                 | Volksrepublik China                  | MA60                |